# Руи Патрисио
Руи Педро дос Сантош Патрисио (на португалски: Rui Pedro dos Santos Patrício) е португалски футболист, вратар на арабския Ал Аин.

## Кариера
Роден в Маразеш, Лейрия, Руи Патрисио играе като нападател в ранна възраст. Счита се, че тогава скаут на Спортинг Лисабон го вижда да играе като вратар, и е достатъчно впечатлен, за да подпише с 12-годишния Патрисио в академията на клуба. Той прави своя дебют в Лига Сагреш на 19 ноември 2006 г., при победата с 1:0 срещу Маритимо в десетия кръг.
В сезон 2007/08, след като Рикардо заминава за Реал Бетис, Патрисио безспорно става титулярен страж. На 27 ноември 2007 г. той играе за пръв път в УЕФА Шампионска лига, при загубата с 1:2 в груповата фаза от Манчестър Юнайтед.
След края на сезона през 2008 г., Руи Патрисио е обект на трансферен слух за италианския гранд Интер.
На 20 декември 2012 г. Патрисио е награден за футболист на годината за втора поредна година. На 18 октомври 2014 г., при резултат от 2:1 за Спортинг, той спасява дузпа от Джаксън Мартинес, за да помогне на Порто да премине в следващия етап от португалската купа с победа от 3:1 на Ещадио до Драгао.
На 24 октомври 2016 г. Руи Патрисио е един от 30-те играчи, номинирани за наградата Златна топка на Франс Футбол за 2016 г. заедно със съотборниците си в националния отбор Пепе и Кристиано Роналдо. На 18 февруари 2017 г. той изиграва мач номер 400 в състезателната си кариера със Спортинг, при победата с 1:0 над Рио Аве.

## Отличия

### Отборни
Спортинг
- Купа на Португалия: 2008, 2015
- Суперкупа на Португалия: 2007, 2008, 2015

Рома
- Лига на конференциите: 2021/22

### Международни
Португалия
- Европейско първенство по футбол: 2016[8]
- Купа на конфедерациите: Трето място 2017[9]
- Лига на нациите на УЕФА: 2018/19